# Diller (Nebraska)
Diller es una villa ubicada en el condado de Jefferson en el estado estadounidense de Nebraska. En el Censo de 2010 tenía una población de 260 habitantes y una densidad poblacional de 239,02 personas por km².

## Geografía
Diller se encuentra ubicada en las coordenadas 40°6′32″N 96°56′16″O / 40.10889, -96.93778. Según la Oficina del Censo de los Estados Unidos, Diller tiene una superficie total de 1.09 km², de la cual 1.09 km² corresponden a tierra firme y (0.24%) 0 km² es agua.

## Demografía
Según el censo de 2010, había 260 personas residiendo en Diller. La densidad de población era de 239,02 hab./km². De los 260 habitantes, Diller estaba compuesto por el 95% blancos, el 0% eran afroamericanos, el 0.38% eran amerindios, el 0% eran asiáticos, el 0.38% eran isleños del Pacífico, el 3.08% eran de otras razas y el 1.15% pertenecían a dos o más razas. Del total de la población el 7.31% eran hispanos o latinos de cualquier raza.